# Grădinari (Caraș-Severin)
Grădinari is een Roemeense gemeente in het district Caraș-Severin.
Grădinari telt 2161 inwoners.